# Burmoniscus ifugaoensis
Burmoniscus ifugaoensis är en kräftdjursart som beskrevs av Kae Kyoung Kwon och Kim 2002. Burmoniscus ifugaoensis ingår i släktet Burmoniscus och familjen Philosciidae. Inga underarter finns listade i Catalogue of Life.